# Ludger Stühlmeyer
Ludger Stühlmeyer (ur. 3 października 1961 w Melle) – niemiecki kierownik muzyczny, kompozytor i kantor katolicki w Archidiecezji Bambergu.

## Życiorys
Urodził się w Melle w rodzinie kantora i tu w kościele św. Mateusza dzięki swojemu ojcu Franciszkowi Stühlmeyerowi miał swój pierwszy kontakt z muzyką. Naukę muzyki rozpoczął jednak u pianisty i kompozytora, dyrektora Konserwatorium Muzycznego w Osnabrücku Karola Schäfera. Początek wykształcenia w kierunku muzyki sakralnej po uzyskaniu świadectwa dojrzałości w Melle, zawdzięcza Biskupiemu Seminarium Muzyki Kościelnej, które kontynuował w Bremie w Wyższej Szkole Artystycznej u Wolfganga Helbicha i Winfrieda Schlepphorsta. Tutaj też kształcił się u Manfreda Cordesa w kierunku muzyki starodawnej, u Haralda Vogla studiował organy, zaś wokalistykę u Elke Holzmann.
Studia kompozytorskie ukończył u Karlheinza Stockhausena i Helgi Jung, a kierunek muzyki dziecięcej u Güntera Kretschmara. Semiologią gregoriańską zajmował się dzięki Luigiemu Agustioni, Godehardowi Jeppichowi i Johannesowi Borchmans Göschlowi. W Münster na Uniwersytecie Wilhelma studiował muzykologię u Klausa Hortschanskiego i Wienfrieda Schlepphorsta (promotor dr. filozofii), filozofię u Fernando Inciarte, teologię u Arnolda Angenendta i Klemensa Richtera.
Dziadek Ludgera Stühlmeyera zwany „cichym bohaterem oporu”, za udział na rzecz kościoła przeciwko narodowemu socjalizmowi za czasów III Rzeszy w roku 1940, został zesłany do obozu koncentracyjnego. Przez okres 47 lat zatrudniony był w kościele św. Piotra w Gesmold. W 1980 roku Ludger Stühlmeyer został na tym stanowisku jego następcą. W roku 1988 Stühlmayer został okręgowym kantorem duszpasterzy w diecezji Münster, a od roku 1994 jest miejskim Dziekanem-Kantorem Górnej Frankonii, a także docentem Arcybiskupiego Seminarium Muzycznego oraz współpracownikiem Urzędu Muzyki Kościelnej w Bambergu.
W 2005 roku został nagrodzony przez ministra Republiki Federalnej Niemiec, dyplomem Landu Bawaria. Przez Prezydenta miasta Haralda Fichtnera, odznaczony został w 2011 roku medalem im Johanna-Christiana Reinharda, najwyższym odznaczeniem za zasługi szczególnej wartości w dziedzinie rozwoju kultury. Za wyjątkowe osiągnięcia artystyczne i pedagogiczne, został mianowany w 2013 roku dyrektorem muzycznym „Cäcilien”-Powszechnego Związku dla Niemiec.
Ludger Stühlmeyer to także kompozytor. Komponuje utwory na śpiew solowy, dla chóru, muzykę kameralną i instrumentalną. Technika kompozytorska Stühlmayera wypływa z dążenia do osiągnięcia takich wrażen słuchowych, aby uczynić z niej dla odbiorcy jak najgłębszy środek komunikatywnego przekazu. Jego utwory to przyjazny kształt mający swoje korzenie w muzyce awangardowej i postmodernistycznej, będące jednak ciepłym kompromisem między konsonansem i dysonansem.

## Twórczość

### Publikacje[7]

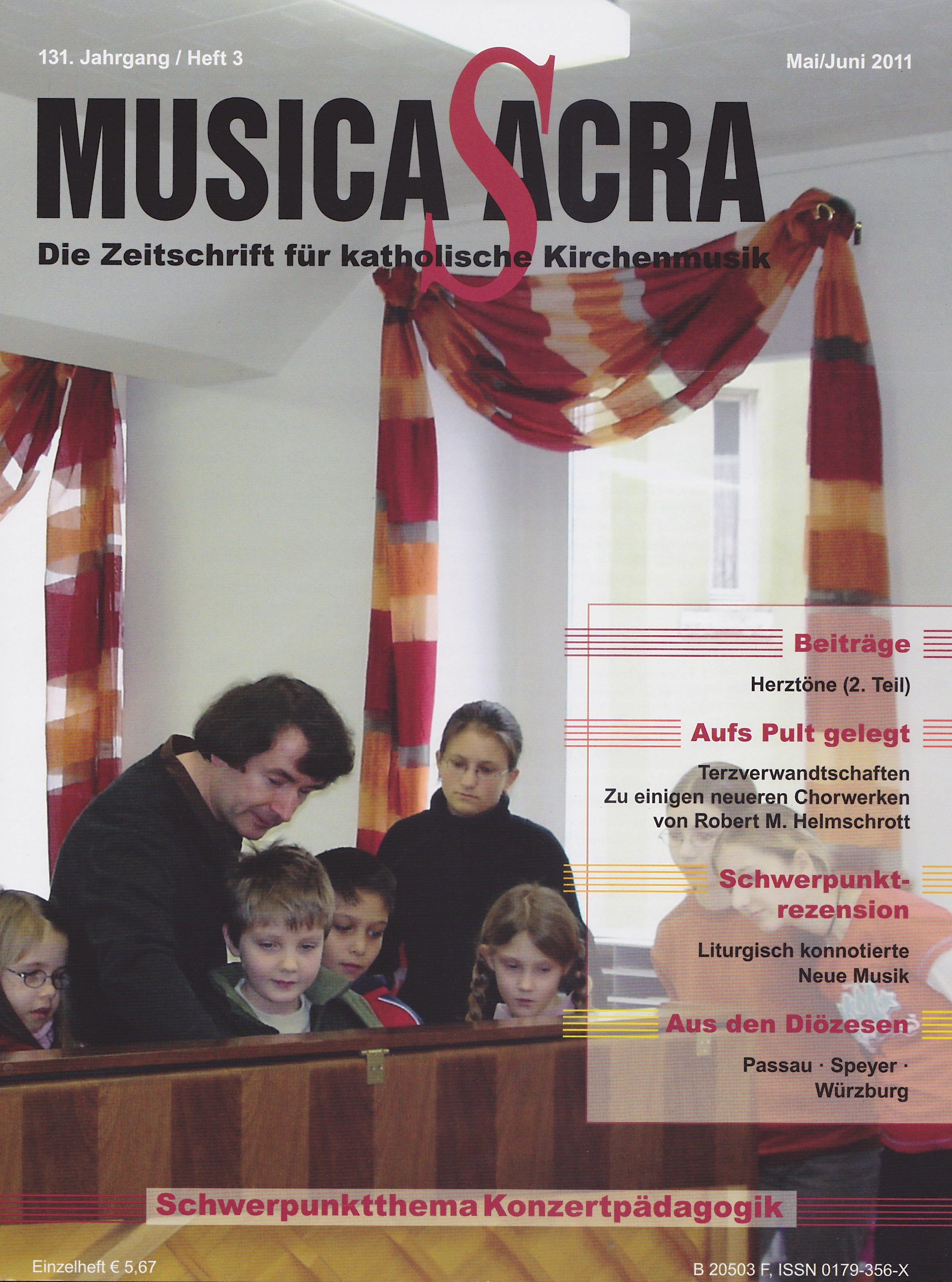
Ludger Stühlmeyer w Musica sacra nr 3, 2011

- Die Rolle der Musik in der religiösen Entwicklung der Menschheit unter besonderer Berücksichtigung des Juden- und Christentums. Hochschulschrift, Bremen 1986.
- Neue Wege mit Musik. W Themenhefte 7. Bergmoser + Höller Aachen 1991, s 40–41, ISSN 0937-8766.
- Wer singt, hat etwas zu sagen. W Praxis gottesdienst. Liturgische Institute Trier, Salzburg, Fribourg (Hg.), 7/2006, ISSN 1610-1847.
- Curia sonans. Die Musikgeschichte der Stadt Hof. Eine Studie zur Kultur Oberfrankens. Von der Gründung des Bistums Bamberg bis zur Gegenwart. Bayerische Verlagsanstalt, Heinrichs-Verlag Bamberg 2010, ISBN 978-3-89889-155-4.
- Musikgeschichte. W Kleine Geschichte der Hofer Region. Hof 2010, ISBN 978-3-928626-61-3, s 333–342.
- Das Leben singen. Christliche Lieder und ihr Ursprung. Z Barbarą Stühlmeyer. Verlag DeBehr Radeberg 2011, ISBN 978-3-939241-24-9.
- Bernhard Lichtenberg. Ich werde meinem Gewissen folgen. Z Barbarą Stühlmeyer, Topos plus Verlagsgemeinschaft Kevelaer 2013, ISBN 978-3-8367-0835-7.
- Konfessionalität und Ökumenizität – Kirchenmusik gestern und heute. W Abbruch – Umbruch – Aufbruch. Reformation und Ökumene in Mittel- und Oberfranken. Eine Arbeitshilfe zum Lutherjahr. Bamberg październik 2016, ISBN 978-3-931432-39-3, s 88–91.
- Johann Valentin Rathgeber. Leben und Werk. Z Barbarą Stühlmeyer, Verlag Sankt Michaelsbund München 2016, ISBN 978-3-943135-78-7.
- Wie Komponisten den Glauben zum Klingen bringen. Eine Zeitreise am Beispiel weihnachtlicher Musik. W Jahrbuch des Erzbistums Bamberg, 92. Jahrgang 2017. Heinrichs-Verlag Bamberg 2016, s 58–64.
- Klangrede: Sonnengesang des Franziskus – Echo oder Leitmelodie? Nachdenkliches und Hintergründiges aus der Werkstatt eines Komponisten. W Stefan Kopp, Joachim Werz, „Gebaute Ökumene. Botschaft und Auftrag für das 21. Jahrhundert?” rząd Theologie im Dialog nr 24. Verlag Herder Freiburg 2018, ISBN 978-3-451-38188-1, s 297–333.

### Kompozycje[8]

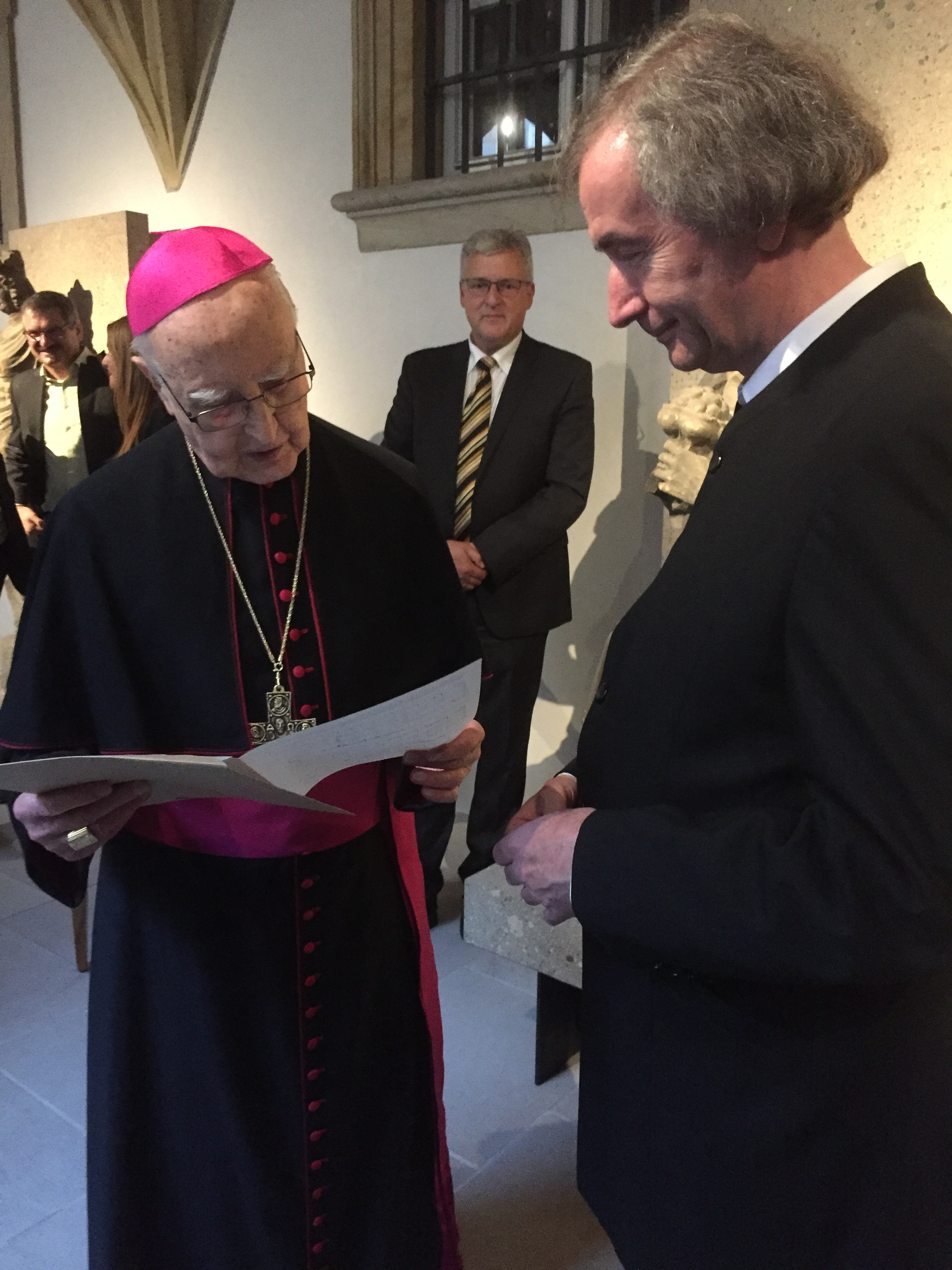
Arcybiskup Karl Braun i Ludger Stühlmeyer 2018 je Archikatedra św. Piotra i św. Jerzego w Bambergu a ten kompozycja Abendsegen

- Abendsegen. Tekst: Johann Heinrich Voss (strofa 1), Ludger Stühlmeyer (strofa 2), Jochen Klepper (strofa 3). Dla chóru (SATB). 2018, dedykacja: S. E. Erzbischof em. Dr. Karl Braun zum diamantenen Priesterjubiläum in Dankbarkeit zugeeignet.
- Atem Gottes hauch mich an. Tekst: Dorothee Sölle. Na śpiew solowy i fortepian/organy. Na zamówienie Freundeskreis der Evangelischen Akademie Tutzing. Premiera: kwiecień 2013.
- Atme in mir. Tekst: Augustinus von Hippo. Na śpiew solowny i fortepian/organy. Premiera: 27 kwietnia 2002, Biblioteka opactwa św. Galla, impreza: Augustinus, Afrikanitaet Universalitaet[9]. w Biblioteka opactwa św. Galla.
- Ave Maria. Tekst: Lk. 1,28. Na śpiew solowny i fortepian/organy. Premiera: 22 maja 2016, dedykacja: Michéle Rödel[10]. Sonat-Verlag Kleinmachnow 2016, ISMN 979-0-50254-085-2.
- Choralfantasie über Es ist ein Ros entsprungen. Na śpiew solowny i fortepian/organy. 2018, dedykacja: Aki Yamamura.
- Die Legende von den drei weisen Königen. Tekst: Rolf Krenzer. Kolędnicy misyjni-pieśń. Premiera: 10 stycznia 1999, ZDF. W Heinrichsblatt nr 1, Bamberg styczeń 2011, s 13 i Das Leben singen. Verlag DeBehr Radeberg 2011, ISBN 978-3-939241-24-9, s 33.
- Gerechter unter den Völkern. Vesper zu Ehren des seligen Bernhard Lichtenberg. Mit einer Biografie und Zitaten. Geleitwort von Nuntius Nikola Eterović. Verlag Sankt Michaelsbund, München 2017, ISBN 978-3-943135-90-9.
- Hymn. Tekst: Edgar Allan Poe. Motet na chór (SSAATTBB). 2017, dedykacja: Kościół Marii Panny w Dreźnie.
- In dulci jubilo. Aus-Flüge für Querflöte-Solo. 2015, dedykacja: Anja Weinberger. Premiera: 9 grudnia 2015, Augustinerkirche Würzburg. Sonat-Verlag Kleinmachnow 2015, ISMN 979-0-50254-034-0.
- Johannes-Passion. Tekst: Joh. 18,1–19,42. Na chór (SATB) i solo (SATB)[11]. Berliner Chormusik-Verlag Berlin 2014, ISMN 979-0-50235-210-3.
- Klangrede – Sonnengesang des Franziskus. Tekst: Franciszek z Asyżu. Na chór (SATB), skrzypce i organy. Premiera: Capella Mariana 2015 przy Tage Neuer Kirchenmusik in Bayern. Dedykacja: Papież Franciszek („Suae Sanctitati Papae Francisci dedicat“)[12].
- Lulajże Jezuniu. Na bass solowny, chór (SATB), skrzypce i organy, 2014, dedykacja: Wladimir Polatynski.
- Mache dich auf, werde licht. Kantata Adwentowa na chór dziecięcy, gtos solo, lektora i orkiestrę. Premiera: Adwent 1989, Dekanat Warendorf. W Kommt wir gehen nach Bethlehem. Deutsches Liturgisches Institut, Trier 1996.
- Quatre pièces pour Orgue. Prélude romantique, Caprice expressionique, Hymne impressionique, Fugue baroque na organy. Premiera z okazji Tage Neuer Kirchenmusik Bayern, październik 2006, dedykacja: Opat Clementia, Rüdesheim am Rhein. Edition Musica Rinata Berlin 2013, ISMN 979-0-50235-058-1.
- Unsere Hoffnung. Tekst: Prałat Alois Albrecht. Na śpiew solowy i fortepian/organy. Premiera: 2 maja 2004.
- Veni Creator Spiritus. Tekst: Hraban Maur. Motet na chòr (SATB). W Cantica nova. Zeitgenössische Chormusik für den Gottesdienst. Chorbuch des ACV, Regensburg/Passau 2012, ISBN 978-3-00-039887-2, nr 59.
- Wer glaubt kann widerstehn. Bernhard-Lichtenberg-Kantate na chòr (SATB), lektora i orkiestrę. Premiera: 31 października 1999, ZDF, Konzertchor der Hofer Symphoniker, kierownictwo Gottfried Hoffmann.
- With hearts reneved. Tekst: Jack May. Motet na chór (SATB), skrzypce i organy. 2017, dedykacja: Katedra Westminsterska, London: „Dedicatet to the Westminster Cathedral Choir of London”.
- Zum Engel der letzten Stunde. Tekst: Jean Paul (Das Leben des Quintus Fixlein). Na śpiew solowny, skrzypce i organy. Na zamówienie urzędu miasta Hof z okazji 250 urodziny Jean Paula, pierwszego 21 marca 2013. Premiera: wrzesień 2013[13].

### Wydane partytury
- Dieterich Buxtehude: „Präludium g-moll für Orgel”, BuxWV 149. Sonat-Verlag Kleinmachnow 2015, ISMN 979-0-50254-032-6[14].
- Dieterich Buxtehude: „Nun lasst uns Gott dem Herren Dank sagen”, Kantate für Chor (SATB), zwei Violinen und B. c., BuxWV 81. Sonat-Verlag Kleinmachnow 2016, ISMN 979-0-50254-064-7[15].
- Heinrich Stühlmeyer: „Christ ist erstanden”, na chór (SATB), 2018.
- Heinrich Stühlmeyer: „Das Banner ist dem Herrn geweiht”, na chór (SATB), 2018.
- Heinrich Stühlmeyer: „Ist das der Leib, Herr Jesus Christ”, na chór (SATB). 2018.

## Płyta kompaktowa
- Ein Hofer Königspaar. Die Orgeln in St. Marien und St. Michaelis. Rondeau Production Leipzig 2012[16][17].
- Zum Engel der letzten Stunde. Jean Paul – Ludger Stühlmeyer. Zene Kruzikaite (śpiew solowy), Jens Wilckens (skrzypce), Eva Gräbner (organy). Balderschwang 2013.